# Élections constituantes de 1946 dans le Morbihan
Les élections constituantes françaises de 1946 se tiennent le 2 juin. Ce sont les deuxièmes élections constituantes, après le rejet du projet de Constitution française du 19 avril 1946 lors du référendum du 5 mai.

## Mode de scrutin
L'assemblée constituante est composée de 586 sièges pourvus au scrutin proportionnel plurinominal suivant la règle de la plus forte moyenne dans chaque département, sans panachage ni vote préférentiel.
Dans le département de la Morbihan, sept députés sont à élire.

## Élus
| Député sortant        | Parti | Parti   | Député élu ou réélu   | Parti | Parti |
| --------------------- | ----- | ------- | --------------------- | ----- | ----- |
| Louis Guiguen         |       | PCF     | Louis Guiguen         |       | PCF   |
| Jean Le Coutaller     |       | SFIO    | Jean Le Coutaller     |       | SFIO  |
| Ernest Pezet          |       | MRP     | Paul Hutin-Desgrées   |       | MRP   |
| Paul Ihuel            |       | MRP     | Paul Ihuel            |       | MRP   |
| Denis Le Berre        |       | MRP     | Joseph Guyomard       |       | MRP   |
| Marie Texier-Lahoulle |       | MRP     | Marie Texier-Lahoulle |       | MRP   |
| Alphonse Rio          |       | Rad-soc | Joseph Yvon           |       | MRP   |

## Résultats

### Résultats à l'échelle du département
| Parti    | Parti    | Tête de liste     | Résultats | Résultats | Sièges |  |
| Parti    | Parti    | Tête de liste     | Voix      | %         |        |  |
| -------- | -------- | ----------------- | --------- | --------- | ------ |  |
|          | MRP      | Paul Ihuel        | 142 331   | 55,36     | 5 1    |  |
|          | PCF      | Louis Guiguen     | 48 514    | 18,76     | 1      |  |
|          | SFIO     | Jean Le Coutaller | 42 223    | 16,54     | 1      |  |
|          | RGR      | Alphonse Rio      | 24 055    | 9,36      | - 1    |  |
|          |          |                   |           |           |        |  |
| Inscrits | Inscrits | Inscrits          | 324 815   | 100,00    | 7      |  |
| Votants  | Votants  | Votants           | 263 056   | 80,99     |        |  |
| Exprimés | Exprimés | Exprimés          | 257 123   | 97,75     |        |  |